# Fructuós, Auguri i Eulogi de Tarragona
|  | Aquest article tracta sobre Sant Fructuós de Tarragona. Vegeu-ne altres significats a «Fructuós de Braga». |

Fructuós de Tarragona, llatí Fructuosus, (? - Tàrraco, 21 de gener del 259), també anomenat Fruitós, va ser bisbe de Tarragona i màrtir, i un dels màrtirs més antics documentats a la península Ibèrica. Eulogi i Auguri eren els dos diaques del bisbe que van ésser martiritzats amb ell.

## Biografia
De la seva vida no ens n'ha arribat més que les actes del seu martiri. Segons aquest document, en el context de les persecucions anticristianes de l'emperador Valerià I, Emilià, governador de la província Tarraconense, ordenà l'arrest del bisbe Fructuós el 16 de gener del 259. Juntament amb ell, també foren fets presos els seus diaques, Eulogi i Auguri. El dia 21 de gener foren jutjats i condemnats a cremar a l'estaca, pena que s'executà al mateix dia a l'amfiteatre. Sempre d'acord amb les actes del procés, els tres màrtirs, coronats i revestits, s'aparegueren després de morts tant a la comunitat cristiana com als seus botxins, per donar instruccions respecte al seu enterrament. La comunitat cristiana donà sepultura als cossos, se suposa que en l'espai on es bastiria la necròpolis cristiana del Francolí, però no ha quedat constància del lloc precís. El document transmet la imatge d'una comunitat cristiana tarraconense ben organitzada i prou arrelada a la ciutat i al seu territori. La tradició vincula, sense cap evidència, l'origen d'aquesta comunitat amb la possible vinguda de l'apòstol Pau de qui sí que es coneix, però, el seu interès de venir a Hispània.
La situació de l'Imperi romà en aquest període era força convulsa i, com ja ho havia fet abans, es responsabilitzava els cristians dels problemes que l'afligien. Sota els regnats de Deci (249-251) i Valerià (253-260) es promulguen diversos edictes obligant la jerarquia eclesiàstica cristiana a reconèixer i participar en els ritus pagans, limitant el dret de reunió de la comunitat cristiana i prohibint la visita als llocs d'enterrament sota amenaça de pena capital. L'any 258, el de la promulgació del segon edicte de Valerià, van ser executats Sixte, bisbe de Roma, amb quatre dels seus diaques i Cebrià, bisbe de Cartago. L'any següent van ser martiritzats el bisbe de Tàrraco, Fructuós i els seus diaques Auguri i Eulogi.
De forma contemporània als fets, una figura anònima, possiblement un soldat, redactà unes actes del martiri de Fructuós i dels seus companys. Aquest document, conegut com la Passio Fructuosi, és considerat el primer document cristià històric a la península Ibèrica, i tingué prou difusió com per a ser llegit de forma pública a les esglésies africanes: Sant Agustí en fa un panegíric en el sermó 273. Les actes també són citades pel poeta Prudenci (Aurelius Prudentius Clemens) en la seva obra Peristephanon (Corones del martiri), on dedica un himne als tres màrtirs.
L'església en celebra la festa el 21 de gener, el mateix dia del martiri. Fructuós és patró, entre d'altres, de Sant Fruitós de Bages, Aramunt, Boldís Sobirà (Lladorre), i Músser. L'any 2008, coincidint amb el 1750 aniversari dels fets, es va celebrar un any jubilar per part de l'Arquebisbat de Tarragona.

## Representacions culturals

### Basílica de l'amfiteatre de Tarragona
A l'arena de l'amfiteatre, cap al segle v, es construí una basílica visigòtica dedicada a Sant Fructuós. Amb l'arribada dels sarraïns, el 711, les restes dels màrtirs van ésser traslladades a Itàlia pel bisbe Pròsper, a l'indret on es bastiria l'abadia de San Fruttuoso di Capodimonte. Posteriorment, part de les relíquies van retornar a Catalunya, a Sant Fruitós de Bages. D'allí, en 1372, van ser portades a la Seu de Manresa, a la cripta de la qual es veneren com un dels Cossos Sants. D'allí, se'n cedí una petita part a Tarragona.

### Necròpolis paleocristiana de Tarragona
La necròpolis paleocristiana de Tarragona és un conjunt funerari d'època tardoromana de mitjans del segle iii dC ubicat fora del nucli urbà, prop del riu Francolí, que perdura fins al segle v. Se sap que la nit després del martiri, membres de la comunitat cristiana van recuperar les despulles incinerades dels màrtirs per traslladar-les, presumiblement, a les àrees d'enterrament de la perifèria propera a la desembocadura del riu. La troballa d'un fragment d'epígraf –restituït com [FRVC]TVOSI / A[VGVRI ET EVLOGII]– en els terrenys de l'anomenada Necròpolis Paleocristiana, permet pensar que degué ser aquesta l'àrea funerària que va acollir les despulles dels màrtirs. Tot sembla indicar que al final del segle IV o inici del V dC es va erigir una basílica dedicada a la memòria dels màrtirs. Aquesta degué dinamitzar l'àrea funerària de la Necròpolis Paleocristiana conformant, conjuntament amb la basílica documentada en els terrenys ocupats actualment pel centre comercial “Parc Central”, un extens centre eclesiàstic que sembla perdurar fins al final del segle VII.

### La Passió de Sant Fructuós
La Passió de Sant Fructuós és una obra teatral amb música en directe inspirada en l'anomenada Passio Fructuosi, un document de la segona meitat del segle iii sobre la vida de Fructuós de Tarragona. Es representa anualment des del 1990 a l'Amfiteatre romà i amb motiu de la Beatificació de Tarragona també al Tarraco Arena Plaça de Tarragona. El director és Andreu Muñoz Melgar i la representació està organitzada per l'Associació Cultural Sant Fructuós amb la col·laboració de la Schola Cantorum i Orquestra dels Amics de la Catedral de Tarragona.

## Institucions que en porten el nom
- Institut Superior de Ciències Religioses Sant Fructuós Arxivat 2009-02-04 a Wayback Machine.
- Parròquia de Sant Fructuós
- Escola Universitària de Treball Social Sant Fructuós
- Esplai Sant Fructuós
- Associació Cultural Sant Fructuós
- Parròquia Ortodoxa Romanesa de Sants Calinic de Bucarest i Fructuós de Tarragona

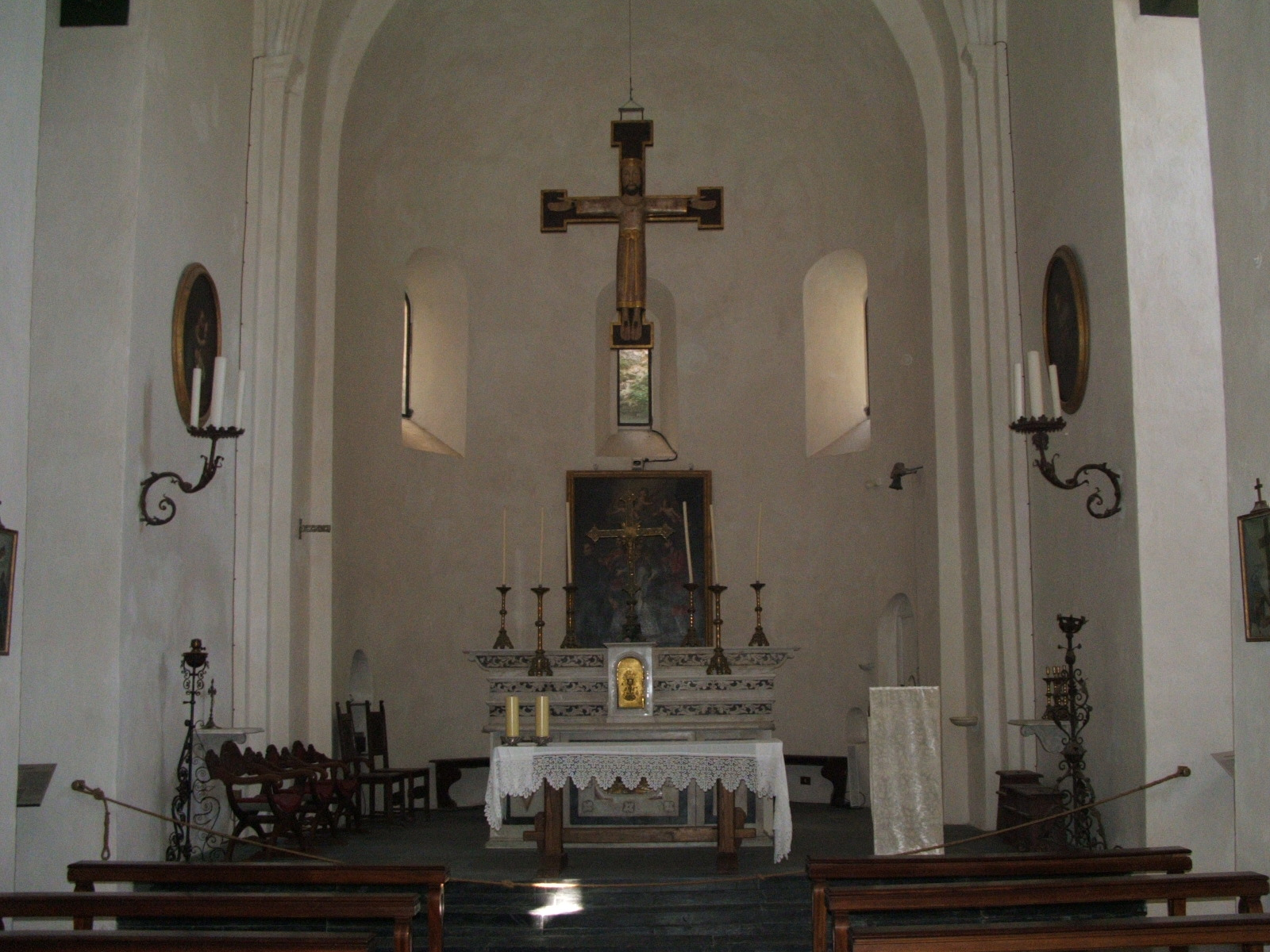
Altar de San Fruttuoso de Camogli, on hi ha les relíquies dels sants.
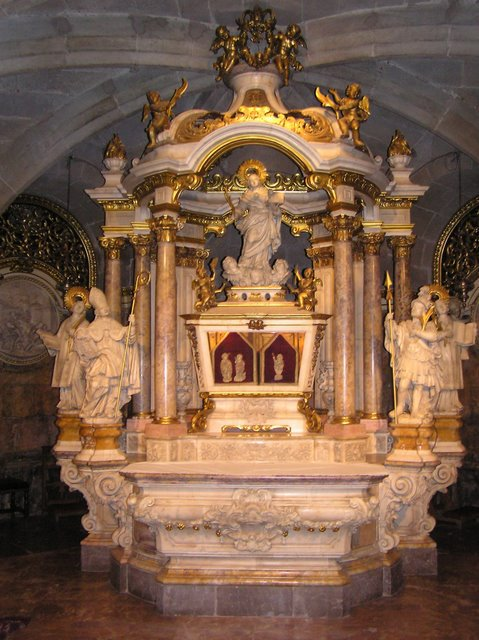
Altar dels Cossos Sants de la Seu de Manresa, on van anar part de les relíquies del sant en 1372
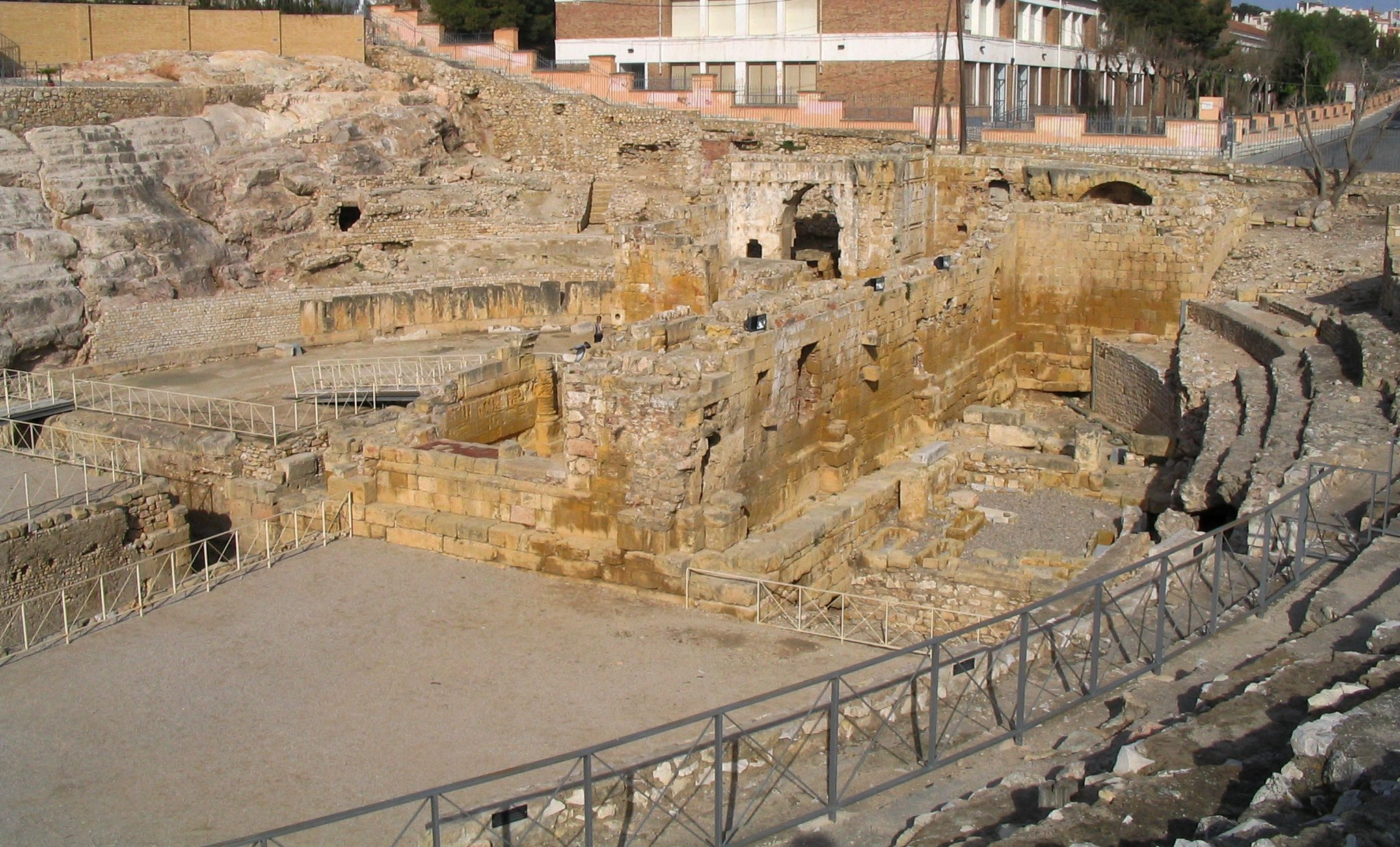
Ruïnes de la basílica de l'amfiteatre, edificada al lloc del martiri dels sants.
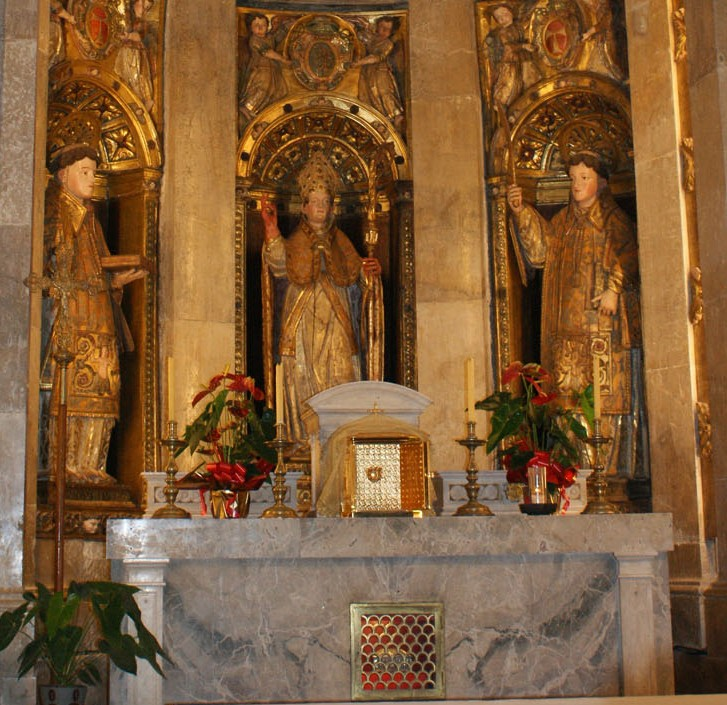
Els sants a la capella dels sants màrtirs de la Catedral de Tarragona; talles del s. XVII i reliquiari amb restes de tots tres.